# Phytoandrogène
Une substance phytoandrogène, parfois appelée phytotestostérone, est une substance produite naturellement par les plantes, qui du fait de la similarité de sa structure moléculaire avec la testostérone a la capacité de provoquer des effets similaires. Les substances phytoandrogènes produites par les plantes font partie des phytohormones,,.
Sources de substances phytoandrogènes :
- Eucommia ulmoides[1]
- Eurycoma longifolia[2]

- le pollen de chêne augmenterait les taux de testostérone[8]
- le pollen de pin[9],[10],[11],[12] (pinus nigra[13], pinus silvestris[14])
- pastinaca sativa (panais cultivé)[13]